# Мужицька смерть
«Мужицька смерть» — оповідання Леся Мартовича, створене в першій половині 1898 р. у Львові. Задумувалося як перша частина планованої автором трилогії про долю зубожілого селянства. Але наступні частини твору лишилися ненаписаними. У першодруці твір мав підзаголовок «Оповідання з покутського життя».

## Анотація
За формою та художнім обробленням "Мужицька смерть" - серйозна заявка на повість. Тут охоплена широка сфера селянського побутового життя і світогляду. Впадало в око, що автор покинув форму правильного оповідання, якої він дотримувався в попередніх творах, і відкрив для себе нову наративну форму, яка дозволяла аналізувати, оцінювати і уособлювати елементи суспільства, коли новий моральний принцип насильно вдерся всередину його, рятуючи і виявляючи всі потаємні суспільні хвороби. Прийом спокійної нарації з широким залученням снів, марень, внутрішнього мовлення, нове емоційне забарвлення - все це створило нову, оригінальну художню тональність і впритул наблизило сатирика до засвоєння великої епічної форми - сатиричної повісті.
Самобутність письменника виявилася як у постановці теми, так і в її висвітленні. Трагедія смерті селянина в умовах класового розшарування на селі та зубожіння має глибокий соціально-психологічний підтекст, набирає символічного характеру.

## Історія появи та друку
Невдовзі після закінчення «Мужицької смерті» автор прочитав її одному з редакторів журналу «Літературно-науковий вісник» Осипові Маковею. Почувши схвальну оцінку твору, Мартович залишив його для друку в редакції журналу.
Восени 1898 р. Мартович дізнався від свого друга Василя Стефаника, що редакція «Літературно-наукового вісника» збирається скоротити «Мужицьку смерть», зокрема опустити слабкі місця і ті, які «противляться гр(еко)-кат(олицькій) церкві», а також вмістити твір у рубриці «Перші проби». Ця вістка обурила автора, і він 30 вересня 1898 р. звернувся з листом до редакції журналу, в якому зажадав, щоб твору не друкували, а рукопис повернули. В листі говорилося:
|  | ...Я не думаю здобувати собі патенту на руського (тобто українського.— В. Л.) писателя, через те й не хочу переходити вогневої проби в рубриці «Перші проби». Я й не згорів зовсім за честю бути співробітником «Л(ітературного) в(існика)», через те також не хочу фігурувати хоч би й у рубриці «П(ерші) п(роби)» ...Мені здається, що новела — не петиція, а д(обродій) Маковей не шеф бюро для помочі жебручих. Міг д. Маковей відразу сказати мені свою опінію (адже я йому новелу читав), а ні — в очі хвалити, а поза очі видавати некорисну опінію. ...Кажу щиро, що не узнаю гр(еко)-кат(олицької) віри за єдиноспасательну(,.) На случай видрукування тої новели удамся хоть би й на судову дорогу |

Вийшло прикре непорозуміння. Коли Мартович писав гнівного листа, його «Мужицька смерть» уже друкувалася в Х книзі «Літературно-наукового вісника» за жовтень 1898 р. Причому — на перших сторінках журналу, без позначення «Перші проби» й без будь-яких скорочень. Таким чином, з виходом цього йомера журналу мотиви для невдоволення Мартовича відпали, непорозуміння з'ясувалося.
У 1902 р. «Мужицька смерть» з'явилася в третьому томі тритомної антології нової української літератури «Вік», виданої в Києві.

## Зміст
Вражає жах становища селян і в оповіданні "Мужицька смерть". Помирає людина. Свідки конання Гриця Баната намагаються розрадити його своїм, мужицьким, способом. Кожний розповідає про свої біди, бо "все легше, як видиться чоловіка нещасливішого від себе".
Доведена до відчаю Грициха приповідала:
"... Піду я з дітьми попід чужі плоти. Заберуть чужі люди мою працю. Цілий вік свій я гарувала, вночі не досипала, робила тяжко, як та худобина, та й не собі, не собі".
За словами Семенихи "християнин приходить на світ аби бідувати".
Не менш жахливими є судження Процихи: "... Бідно діється, так бідно, що прийдеться з голоду помирати. Але християнин живе надією: пручає біду, як може... Християнин гарує ціле життя. Отак цілий тиждень, як віл у плузі. А все: коби здоров’я, то якось перебудеться".
Навіть Гриць, умираючи, мріє про те, що як би хотілося вмерти, як люди. Зібрати сусідів, родину і "зарядити своїм "маєством, бо я його з собою у гріб не заберу".
І в мріях роздає своє майно. Уділяє дітям, при цьому даючи настанови, як мають жити, хто доглядатиме матір, кому яка пайка, і що по смерті говоритимуть сусіди.
Та померти так, як люди, Гриць не міг. Мало того, жив не як люди, позбавлений можливості лікування тепер, та й догляду не мав, який мав бути за смертельно хворою людиною в останні дні, він і померти не міг, як люди. Бо засобів на прожиття родині не залишив, а втратив останнє, що мав. Борг у лихваря зріс вдвоє. Повернути його Гриць не міг. Лихвар уже посягає на "помірочок", котрий годує всю Грицеву родину. Як і за що мають його похоронити, це мучило його більше, ніж хвороби чи смерть.
"А звідки ж я ще тобі на похорон візьму, за що тебе поховаю? За свої сльози?", - голосила над живим ще чоловіком Грициха.
У цих словах жахлива правда мужицького життя і смерті. Жінка, як і Гриць прекрасно знає, що чоловік "хоть би подужав, то нічого не порадив би". Тому вибух жалю і гніву, обурення й докору адресуються не Грицеві, а австро-угорському урядові з його законами, які "за бідними людьми, за каліками не обстають".
Кожен з героїв говорить про своє горе, яке вливається в загальний багатоголосий хор. Пригноблені соціальним ладом, знеможені податками і підневільною працею, доведені до відчаю і смерті, вони мусили врешті-решт почати усвідомлювати себе соціально.

## Сюжетні особливості
У центрі твору – Гриць Банат, бідний галицький селянин, його трагічне життя, зубожіння та смерть. З восьми розділів чотири присвячені основній темі – мужицькій смерті. З погляду класичної сюжетної побудови (експозиція, зав'язка, розвиток дії, кульмінація) оповідання не відповідало правилам традиційної композиції, про що йдеться й у листі редакції ЛНВ ("в мене фабула - річ другорядна і що я готовий її розводити не так поодинокими епізодами, але коли хочете, то іншими фабулами"). З перевагою трагічного в творі змінювався і сам зміст, а отже, і способи його відтворення, тому для оповідання і більшості творів Л.Мартовича підходить дефініція – "сатира без сміху". Трагічний зміст оповідання досягається комічною передачею окремих сцен і ситуацій, частина яких насичена глибоким сумом, інші пройняті гіркою іронією, проте всі вони викликають сміх. В одних випадках цей сміх виступає як вияв жалю, співчуття, в інших - як вияв глуму. Поєднання трагічного й гумористичного є особливістю цього оповідання. На грані, де вони перехрещуються, Мартович часто досягає великого художнього ефекту, створюючи картини й образи, що вражають своєю емоційністю. Уміння подавати найсильніші за психологічним напруженням сцени з народного життя в легко сприйманому гумористичному освітленні — це одна з тих рис, що відрізняє його від Стефаника, трагізм у творах якого — суворий і безпощадний. Мартович намагався видобути з душі селянина, крім трагічних, ще й лагідні тони, розкрити всю гаму почуттів і настроїв своїх героїв з народу. Душа письменника була особливо чуйною до світлих, оптимістичних виявів внутрішнього світу трудівника-прикарпатця, світу, затьмареного темнотою, тяжким безпросвітком, крізь який не так легко проривалися ласкаві промені добродушного мужицького гумору.
Основна сюжетна дія починається з третьої частини: до громадської канцелярії — верховної влади на селі — приходять шукати свого права Гриць Банат і лихвар Борух. З розповіді першого з'ясовується пресумна історія, яка врешті призвела Гриця до передчасної смерті, а жінку й дітей прирекла на вічні злидні. Гриць мав борг у банку. Щоб покрити його, позичив у Боруха «сто левів на проценти». За три роки треба було вже повернути лихвареві двісті левів,— звичайно, Гриць не міг заплатити таку суму. Тоді Борух «заінтабулювався на ґрунт» свого боржника, тобто пред'явив претензії на його поле, яке, згідно з буржуазним законом, мав право продати «на ліцитації» (з молотка). Отже, Гриць опинився на краю безодні: віддати борг, що зростає з кожним роком, не має змоги, а Борух напосівся на його ґрунт, значить, на життя, і ніяк не відступається від свого. Гриць — між молотом і ковадлом. Шукає свого «мужицького» права у війта, але той нічим не може допомогти: мужицького «права» нема, а панське — на боці лихваря, що обплутав смертельними сітями свою жертву. Гриць усвідомлює своє безвихідне становище, бачить, що Борух забере за борги землю, пустить його дружину й дітей попід чужі плоти жебракувати.. Ця сцена кульмінаційна у розвитку дії, у розкритті душевної катастрофи Гриця.
Повільне конання Гриця, який помирає тяжкою мужицькою смертю, розтерзаний страшними думами про безрадісну долю своєї родини, Мартович подає на широкому соціальному тлі, підсилюючи похмурими побутовими сценами, вставними епізодами трагічне звучання твору.
Незважаючи на трагізм ситуації, їхні розмови бризкають іскорками дотепного гумору. Обличчя селян час від часу опромінює лагідна посмішка. Вони посміхаються, але тим «мужицьким сміхом, що тільки голос ніби сміється та й губи стягаються до сміху, а по обличчі зовсім не пізнати, що то сміх». У «Мужицькій смерті» Мартович яскраво виявив своє уміння створювати саме такі комічні ситуації, фіксувати саме такий вияв мужицького сміху, що ніби губиться десь у горлі. Цей сміх — сумний, а гумор — трагічний.
Сцену марення Гриця на смертній постелі Мартович увів з метою протиставлення в той час нездійсненної мрії знедоленого селянина про людське життя жахливій дійсності, що охопила його, як спрут, своїми смертельними кліщами. Гриць помирає як пролетар, залишає напризволяще дружину, дітей, помирає не так, як статечна людина, а як бездомний злидар. Мартовича цікавив соціальний, філософський підтекст мужицької смерті, саме такої смерті, яка не має права настати привселюдно, а мусить прийти ніби крадькома від родини, бо вона веде за собою її розорення, зубоження. Тому-то Гриць до самого сконання не признавався, що вмирає, бо відчував, що не мав морального права вмирати.
Характерно, що в таку дуже скорботну сцену, як похорони Гриця, Мартович вводить гумористичні епізоди й деталі, ніби зм’якшуючи ними напруженість ситуації, певною мірою переводячи її в русло буденних побутових обставин, характерних для селянського середовища. 

## Публікації
Загалом, це оповідання Мартовича було одним з найзатребуваніших і в багатьох виданнях його публікували, як найхаактерніший творчий доробок покутського ноеліста.
- на шпальтах Літературно-наукового вісника — Львів, т.4, 1898, кн. 10, с. 52-86;
- в збірці «Не-читальник» — Львів, 10.08.1900, с.12—15;
- в зібранні творів «Лесь Мартович. Твори (в 3-х томах)» — Краків, 1943;

## Переклади
«Мужицька смерть» зразу ж була передрукована однією американською газетою. У квітні наступного 1899 р. її переклад з'явився на сторінках петербурзького журналу «Жизнь». Цей журнал вирішив знайомити читачів із найкращими творами українських письменників — і почав це робити з Мартовичевого оповідання. Потім друкувалися в ньому твори Михайла Коцюбинського, Івана Франка, Ольги Кобилянської, Василя Стефаника, статті Лесі Українки. 3 журналу «Жизнь» Мартовичева «Мужицька смерть» була перекладена студентом Тартуського університету Е. Дольфом на естонську мову й вміщена в 1900 р. в тартуському журналі «Рахва либлехт» («Народний розважальний листок»).
У 1899 р. Ольга Кобилянська переклала твір на німецьку мову для антології українського оповідання, яку вона тоді готувала спільно з О. Маковеєм. Останній написав до неї передмову. Але здійснити видання антології не вдалося. А переклад «Мужицької смерті» був опублікований у 1905 р. в двотижневому журналі «Ruthenische Revue» («Український огляд»), що виходив у Відні німецькою мовою.
Пізніше оповідання включалося в більшість збірок Мартовича. Зокрема в 1946 р. у празькому видавництві «Свобода» в перекладі на чеську мову вийшла збірка, що включала 21 оповідання і називалася «Мужицька смерть та інші образки».